# Gwilym Lee
Gwilym Lee (Bristol, 24 novembre 1983) è un attore britannico.

## Biografia
Nato da genitori gallesi, ha recitato nei film The Tourist (2010), A Song for Jenny (2015), e nelle serie televisive L'ispettore Barnaby (2013-2016), in cui interpreta il detective Charlie Nelson, e Jamestown (2017). Nel 2018 ha interpretato il chitarrista dei Queen, Brian May, nel biopic Bohemian Rhapsody.

## Filmografia parziale

### Cinema
- The Tourist, regia di Florian Henckel von Donnersmarck (2010)
- Isle of Dogs, regia di Tammi Sutton (2011)
- Bohemian Rhapsody, regia di Bryan Singer (2018)
- Top End Wedding, regia di Wayne Blair (2019)
- Oddity, regia di Damian Mc Carthy (2024)
- Here, regia di Robert Zemeckis (2024)

### Televisione
- A Song for Jenny, regia di Brian Percival (2015) - film TV
- L'ispettore Barnaby (Midsomer Murders) - serie TV, 15 episodi (2013-2016)
- Jamestown - serie TV, 8 episodi (2017)
- The Great – serie TV, 10 episodi (2020)

## Doppiatori italiani
Nelle versioni in italiano delle opere in cui ha recitato, Gwilym Lee è stato doppiato da:
- Edoardo Stoppacciaro in L'ispettore Barnaby, Bohemian Rhapsody
- Lorenzo Scattorin in The Great
- Nanni Baldini in Here